# Atletica leggera ai Giochi della XXIV Olimpiade - Marcia 50 km

Video della gara

La prova di marcia 50 km ha fatto parte del programma maschile di atletica leggera ai Giochi della XXIV Olimpiade. La competizione si è svolta il 30 settembre 1988 nella città di Seul, con arrivo nello Stadio olimpico.

## Presenze ed assenze dei campioni in carica
| Competizione         | Atleta          | Prestazione | Seul 1988 |
| -------------------- | --------------- | ----------- | --------- |
| Olimpiadi 1984       | Raúl González   | 3h47'26"    | Assente   |
| Europei 1986         | Hartwig Gauder  | 3h40'55"    | Presente  |
| Panamericani 1987    | Martín Bermúdez | 3h58'54"    | Presente  |
| Coppa del mondo 1987 | Ronald Weigel   | 3h42'26"    | Presente  |
| Mondiali 1987        | Hartwig Gauder  | 3h40'53"    | Presente  |

## Ordine d'arrivo
| Record mondiale      | Ronald Weigel | 3h38'17" | Potsdam     | 25 maggio 1986 |
| Record olimpico      | Raúl González | 3h47'26" | Los Angeles | 11 agosto 1984 |
| Capolista stagionale | Ronald Weigel | 3h42'33" | Naumburg    | 1º maggio 1988 |

Venerdì 30 settembre 1988, Stadio olimpico di Seul.
| Pos | Atleta                | Paese            | Tempo    | Note                          |
| --- | --------------------- | ---------------- | -------- | ----------------------------- |
|     | Vjačeslav Ivanenko    | Unione Sovietica | 3h38'29" | Record olimpico               |
|     | Ronald Weigel         | Germania Est     | 3h38'56" |                               |
|     | Hartwig Gauder        | Germania Est     | 3h39'45" | Miglior prestazione personale |
| 4   | Aliaksandr Patašou    | Unione Sovietica | 3h41'00" | Miglior prestazione personale |
| 5   | José Marín            | Spagna           | 3h43'03" |                               |
| 6   | Simon Baker           | Australia        | 3h44'07" | Miglior prestazione personale |
| 7   | Bo Gustafsson         | Svezia           | 3h44'49" | Miglior prestazione personale |
| 8   | Raffaello Ducceschi   | Italia           | 3h45'43" | Miglior prestazione personale |
| 9   | Dietmar Meisch        | Germania Est     | 3h46'31" |                               |
| 10  | Pavol Szikora         | Cecoslovacchia   | 3h47'04" |                               |
| 11  | Giovanni Perricelli   | Italia           | 3h47'14" | Miglior prestazione personale |
| 12  | Pavol Blazek          | Cecoslovacchia   | 3h47'31" | Miglior prestazione personale |
| 13  | Jorge Llopart         | Spagna           | 3h48'09" |                               |
| 14  | François Lapointe     | Canada           | 3h48'15" | Miglior prestazione personale |
| 15  | Martin Bermudez       | Messico          | 3h49'22" |                               |
| 16  | Alain Lemercier       | Francia          | 3h50'28" | Miglior prestazione personale |
| 17  | Roman Mrazek          | Cecoslovacchia   | 3h50'46" | Miglior prestazione personale |
| 18  | Reima Salonen         | Finlandia        | 3h51'36" |                               |
| 19  | Andrew Jachno         | Australia        | 3h53'23" | Miglior prestazione personale |
| 20  | Stefan Johansson      | Svezia           | 3h53'34" | Miglior prestazione personale |
| 21  | José Pinto            | Portogallo       | 3h55'57" | Miglior prestazione personale |
| 22  | Marco Evoniuk         | Stati Uniti      | 3h56'55" | Miglior prestazione personale |
| 23  | Carl Schueler         | Stati Uniti      | 3h57'44" |                               |
| 24  | Jacek Bednarek        | Polonia          | 3h58'31" |                               |
| 25  | Manuel Alcalde        | Spagna           | 3h59'13" | Miglior prestazione personale |
| 26  | Vitalij Popovič       | Unione Sovietica | 3h59'23" |                               |
| 27  | Leslie Morton         | Stati Uniti      | 3h59'30" | [ 2 ]                         |
| 28  | Paul Blagg            | Gran Bretagna    | 4h00'07" |                               |
| 28  | Baojin Li             | Cina             | 4h00'07" |                               |
| 30  | Hector Moreno         | Colombia         | 4h01'31" |                               |
| 31  | Tadahiro Kosaka       | Giappone         | 4h03'12" | Miglior prestazione personale |
| 32  | Sandro Bellucci       | Italia           | 4h04'56" |                               |
| 33  | Arturo Bravo          | Messico          | 4h08'08" |                               |
| 34  | Andrew Kaestner       | Stati Uniti      | 4h12'49" |                               |
| 35  | William Sawe          | Kenya            | 4h25'24" | [ 3 ]                         |
| -   | Hernan Andrade        | Messico          | dq       |                               |
| -   | Erling Andersen       | Norvegia         | r        |                               |
| -   | Godfried Dejonckheere | Belgio           | r        |                               |
| -   | Jean-Marie Neff       | Francia          | dq       |                               |
| -   | Eric Neisse           | Francia          | dq       |                               |
| -   | Sandor Urbanik        | Ungheria         | r        |                               |
| -   | Jan Staaf             | Svezia           | r        |                               |